# Carlos Calderón González
Carlos Alberto Calderón González (13 de diciembre de 1943 en Guadalajara, Jalisco) es un ex futbolista mexicano que jugaba en la posición de mediocampista. Es hermano gemelo del también futbolista Ignacio Calderón.

## Trayectoria
Ingreso al Club Guadalajara desde las fuerzas inferiores, fue parte de la Selección Jalisco juvenil amateur. Debutó con el Guadalajara en la segunda vuelta del torneo 1962-63 en un juego frente al Zacatepec.

## Selección nacional
Con la selección de México debutó el 22 de febrero de 1970, siendo su único partido un amistoso contra Suecia en el Estadio Azteca, con marcador 0-0.

## Palmarés

### Títulos nacionales
| Título               | Equipo      | País   | Año     |
| -------------------- | ----------- | ------ | ------- |
| Copa México          | Guadalajara | México | 1962-63 |
| Primera División     | Guadalajara | México | 1963-64 |
| Campeón de Campeones | Guadalajara | México | 1963-64 |
| Primera División     | Guadalajara | México | 1964-65 |
| Campeón de Campeones | Guadalajara | México | 1964-65 |
| Primera División     | Guadalajara | México | 1969-70 |
| Copa México          | Guadalajara | México | 1969-70 |
| Campeón de Campeones | Guadalajara | México | 1969-70 |

### Distinciones individuales
| Distinción                        | Año     |
| --------------------------------- | ------- |
| Máximo goleador de la Copa México | 1968-69 |